# Перелік оснащення Сухопутних військ Естонії

### Стрілецька зброя
| Назва                  | Походження | Тип                        | Калібр                | Фото      | Примітки |
| Пістолети              | Пістолети  | Пістолети                  | Пістолети             | Пістолети | Пістолети |
| ---------------------- | ---------- | -------------------------- | --------------------- | --------- | --- |
| Heckler & Koch USP     | Німеччина  | Напівавтоматичний пістолет | 9×19 мм               |           | |
| Кулемети і карабіни    |            |                            |                       |           | |
| LMT R-20 Rahe          | США        | Штурмова гвинтівка         | 5,56×45 мм 7,62×51 мм |           | Нова табельна зброя Сил оборони. Варіант R-20 L калібру 7,62×51 мм використовується як снайперська гвинтівка.               |
| IMI Galil              | Ізраїль    | Штурмова гвинтівка         | 5,56×45 мм            |           | Штатна штурмова гвинтівка на озброєнні 1-ї ОМБр.                                                                            |
| Ak 4                   | Швеція     | Штурмова гвинтівка         | 7,62×51 мм            |           | Штатний штурмова гвинтівка на озброєнні 2-ї ОМБр.                                                                           |
| Heckler & Koch G36     | Німеччина  | Штурмова гвинтівка         | 5,56×45 мм            |           | Використовується підрозділами спеціальних операцій .                                                                        |
| M14                    | США        | Церемоніальний карабін     | 7,62×51 мм            |           | Використовується батальйоном охорони як парадна зброя. Деталі були модифіковані E-Arsenal для M-14 TP2.                     |
| Снайперські гвинтівки  |            |                            |                       |           | |
| Sako TRG-42            | Фінляндія  | Снайперська гвинтівка      | .338 Lapua Magnum     |           | Використовується спецназом і розвідувальними підрозділами.                                                                  |
| PGM Hécate II          | Франція    | Снайперська гвинтівка      | 12,7×99 мм            |           | |
| Galil Sniper           | Ізраїль    | Високоточна гвинтівка      | 7,62×51 мм            |           | |
| Heckler & Koch HK417   | Німеччина  | Високоточна гвинтівка      | 7,62×51 мм            |           | Використовується підрозділами спеціальних операцій.                                                                         |
| Помпові рушниці        |            |                            |                       |           | |
| Benelli M3T            | Італія     | Помпова рушниця            | 12 калібр             |           | |
| Пістолети-кулемети     |            |                            |                       |           | |
| IMI Mini UZI           | Ізраїль    | Пістолет-кулемет           | 9×19 мм               |           | |
| Heckler & Koch MP5A2   | Німеччина  | Пістолет-кулемет           | 9×19 мм               |           | |
| Heckler & Koch MP7     | Німеччина  | Пістолет-кулемет           | 4,6×30 мм             |           | Використовується гпідрозділами спеціальних операцій.                                                                        |
| Кулемети               |            |                            |                       |           | |
| IMI Negev              | Ізраїль    | Легкий кулемет             | 5,56×45 мм            |           | |
| Heckler & Koch MG4     | Німеччина  | Легкий кулемет             | 5,56х45 мм            |           | Використовується підрозділами спеціальних операцій.                                                                         |
| Ksp 58                 | Швеція     | Єдиний кулемет             | 7,62×51 мм            |           | |
| Rheinmetall MG3        | Німеччина  | Єдиний кулемет             | 7,62×51 мм            |           | |
| M2 Browning            | США        | Крупнокаліберний кулемет   | 12,7×99 мм            |           | Кулемет встановлюється на транспортні засоби (наприклад, Patria Pasi), також кулемет можна переносити та ставити на станок. |
| Гранатомети            |            |                            |                       |           | |
| Brügger & Thomet GL-06 | Швейцарія  | Гранатомет                 | 40 мм                 |           | |
| Heckler & Koch GLM     | Німеччина  | Гранатомет                 | 40 мм                 |           | |
| Heckler & Koch 79N     | Німеччина  | Гранатомет                 | 40 мм                 |           | |
| M203                   | США        | Гранатомет                 | 40 мм                 |           | |

### Гранати
| Назва      | Походження | Тип           | Детонація  | Фото    | Примітки |
| гранати    | гранати    | гранати       | гранати    | гранати | гранати  |
| ---------- | ---------- | ------------- | ---------- | ------- | -------- |
| Граната Ф1 | СРСР       | Ручна граната | Від запала |         |          |
| РГД-5      | СРСР       | Ручна граната | Від запала |         |          |
| м/56       | Швеція     | Ручна граната | Від запала |         |          |

### Протитанкові засоби
| Назва                                 | Походження                     | Тип                                   | Калібр                         | Фото                           | Примітки                                                                     |
| Протитанкові ракетні комплекси        | Протитанкові ракетні комплекси | Протитанкові ракетні комплекси        | Протитанкові ракетні комплекси | Протитанкові ракетні комплекси | Протитанкові ракетні комплекси                                               |
| ------------------------------------- | ------------------------------ | ------------------------------------- | ------------------------------ | ------------------------------ | ---------------------------------------------------------------------------- |
| MILAN 2                               | Франція                        | Керована протитанкова ракета          | 115 мм                         |                                | Протитанкова керована ракета                                                 |
| FGM-148 Javelin                       | США                            | Протитанкова ракета з самонаведенням  | 127 мм                         |                                | 80 систем було закуплено в США (з можливістю придбання ще 40 у майбутньому). |
| Instalaza C90-CR                      | Іспанія                        | Ручний гранатомет                     | 90 мм                          |                                | Одноразове використання                                                      |
| Spike                                 | Німеччина                      | Самокерована протитанкова ракета      | 130 мм                         |                                | 18 систем придбано у EuroSpike GmbH, поставки з 2020 року.                   |
| Безвідкатний протитанковий гранатомет |                                |                                       |                                |                                |                                                                              |
| Carl-Gustav                           | Швеція                         | Безвідкатний протитанковий гранатомет | 84 мм                          |                                | Варіанти М2 і М3. До 2022 року буде замінений на варіант M4                  |

### Засоби протиповітряної оборони
| Назва                     | Походження                | Тип                             | Кількість                 | Фото                      | Примітки                  |
| Зенітно-ракетні комплекси | Зенітно-ракетні комплекси | Зенітно-ракетні комплекси       | Зенітно-ракетні комплекси | Зенітно-ракетні комплекси | Зенітно-ракетні комплекси |
| ------------------------- | ------------------------- | ------------------------------- | ------------------------- | ------------------------- | ------------------------- |
| Mistral                   | Франція                   | ЗРК з ракетами «земля-повітря». | 40                        |                           |                           |
| Зенітні гармати           |                           |                                 |                           |                           |                           |
| ЗУ-23-2                   | СРСР                      | Зенітна гармата                 | 98                        |                           |                           |

### Артилерія
| Назва             | Походження       | Тип                               | Кількість | Фото     | Примітки |
| Міномети          | Міномети         | Міномети                          | Міномети  | Міномети | Міномети |
| ----------------- | ---------------- | --------------------------------- | --------- | -------- | --- |
| М252              | США              | Міномет                           | 80        |          | M252 — це 81-мм міномет, з розрахунком на три особи. |
| m/41D             | Швеція           | Міномет                           | 165       |          | M/41D — це 120-мм важкий міномет з розрахунком на п'ять осіб. |
| Гаубиці           |                  |                                   |           |          | |
| K9 Kõu            | Республіка Корея | Самохідна артилерійська установка | 18        |          | Всього 36 одиниць 155-мм мобільних гармат закуплено в Південній Кореї. Поставки відбуватимуться в період з 2021 до 2026 року                                                       |
| FH-70             | Німеччина        | Гаубиця                           | 24        |          | FH-70 — 155-мм буксирувана гаубиця. |
| H63 (D-30)        | СРСР             | Гаубиця                           | 33        |          | Д-30 — 122-мм буксирувана гаубиця. Сили оборони Естонії використовують варіант H63, закуплений у Фінляндії. 42 одиниці станом на 2021 рік. 9 одиниць у 2022 році передані Україні. |
| Реактивні системи |                  |                                   |           |          | |
| M142 HIMARS       | США              | РСЗВ                              | 6         |          | надійшли у квітні 2025 року |

## Транспортні засоби

### Бронетехніка
| Назва                     | Походження  | Тип                   | Кількість   | Фото        | Примітки |
| Бронемашини               | Бронемашини | Бронемашини           | Бронемашини | Бронемашини | Бронемашини |
| ------------------------- | ----------- | --------------------- | ----------- | ----------- | --- |
| CV 90                     | Швеція      | Бойова машина піхоти  | 44          |             | 44 CV9035NL були закуплені в Нідерландах і 35 CV90 були придбані у Норвегії, які використовуються як допоміжні машини. |
| CV 90                     | Швеція      | Допоміжні машини      | 35          |             | 44 CV9035NL були закуплені в Нідерландах і 35 CV90 були придбані у Норвегії, які використовуються як допоміжні машини. |
| CV 90                     | Швеція      | Учбові                | 2           |             | 44 CV9035NL були закуплені в Нідерландах і 35 CV90 були придбані у Норвегії, які використовуються як допоміжні машини. |
| Patria Pasi               | Фінляндія   | Бронетранспортер      | 136         |             | XA-180: 60 одиниць придбано у Фінляндії (56 в експлуатації). XA-188: 81 придбано у Нідерландів (80 в експлуатації).    |
| Otokar ARMA 6x6           | Туреччина   | Бронетранспортер 6×6  | ~50         |             | Замовлено 230 одиниць[джерело?]. Перші бронемашини надійдуть до Естонії у 2024 році                                    |
| Nurol Makina NMS 4×4      | Туреччина   |                       |             |             | Замовлено 230 одиниць[джерело?]. Перші бронемашини надійдуть до Естонії у 2024 році                                    |
| Bergepanzer 2             | Німеччина   | БРЕМ                  | 2           |             | Придбана у Нідерландів.                                                                                                |
| Biber                     | Німеччина   | Танк мостоукладальник | 2           |             | Придбана у Нідерландів.                                                                                                |
| Fahrschulpanzer Leopard 1 | Німеччина   | Тренажер              | 2           |             | Придбана у Нідерландів.                                                                                                |

### Транспортні засоби підтримки
| Назва                          | Походження                     | Тип                                         | Кількість                      | Фото                           | Примітки                                                                               |
| Вантажні та транспортні засоби | Вантажні та транспортні засоби | Вантажні та транспортні засоби              | Вантажні та транспортні засоби | Вантажні та транспортні засоби | Вантажні та транспортні засоби                                                         |
| ------------------------------ | ------------------------------ | ------------------------------------------- | ------------------------------ | ------------------------------ | -------------------------------------------------------------------------------------- |
| Mercedes-Benz Unimog           | Німеччина                      | Транспортна вантажівка                      | >300                           |                                | Переважно моделі серій Unimog 416 і 435/1300.                                          |
| MAN mil gl                     | Німеччина                      | Транспортна вантажівка                      |                                |                                | Моделі серії MAN 4520, 4620 і 4640. Також використовувався для транспортування гармат. |
| DAF YA 4440                    | Німеччина                      | Транспортна вантажівка                      |                                |                                |                                                                                        |
| Mercedes-Benz 1017A            | Німеччина                      | Транспортна вантажівка                      |                                |                                |                                                                                        |
| Sisu E13TP                     | Фінляндія                      | Транспортна вантажівка                      | 2                              |                                | Використовується для перевезення радарів Ground Master 403 .                           |
| Volvo FMX                      | Швеція                         | Транспортна вантажівка                      | 12                             |                                |                                                                                        |
| Bandvagn 206                   | Швеція                         | Гусеничний вантажний транспортер з причепом |                                |                                |                                                                                        |
| Позашляховики                  |                                |                                             |                                |                                |                                                                                        |
| Mercedes-Benz 250 GD           | Німеччина                      | позашляховик                                |                                |                                |                                                                                        |
| Chevrolet CUCV                 | США                            | позашляховик                                |                                |                                | Моделі серії M1008, M1009 і M1010.                                                     |
| Volvo Tgb                      | Швеція                         | позашляховик                                |                                |                                | Моделі Volvo Tgb 11, 13 і 20 серії.                                                    |
| Транспортні засоби підтримки   |                                |                                             |                                |                                |                                                                                        |
| Mercedes-Benz 4150             | Німеччина                      | Самонавантажувальна вантажівка              |                                |                                |                                                                                        |
| ТММ-3М                         | Україна                        | Мостоукладальник                            | 4                              |                                | Придбано в Україні.                                                                    |
| Мотоцикли                      |                                |                                             |                                |                                |                                                                                        |
| Husqvarna 258A MT              | Швеція                         | Мотоцикл                                    |                                |                                |                                                                                        |